# ステイシー・ポーター
ステイシー・ポーター（Stacey Porter、1982年3月29日 - ）は、オーストラリア・ニューサウスウェールズ州タムワース出身の女子ソフトボール選手（内野手）。SGホールディングスギャラクシースターズ所属。ソフトボールオーストラリア代表（歴代最多446試合出場）。2004年アテネオリンピック銀メダリスト、2008年北京オリンピック銅メダリスト。JDリーグにおける登録名はステーシー・ポーター。

## 経歴
姉の影響で5歳の時にソフトボールを始める。高校時代の1999年には台北で開催された世界ジュニア選手権に出場した。高校卒業後はアメリカのハワイ大学（ハワイ・レインボーワヒネ）に進学し、2001-2003年にかけてプレーした。
2002年のジャパンカップでトップ代表（Aussie Spirit）に初選出。2010年からはキャプテンも務める。2019年のアジア・パシフィックカップでオーストラリア代表として430試合目の出場を果たし、ナタリー・ウォードを抜いて歴代最多となった。2021年の東京オリンピックを最後に代表を引退。19年間にわたる代表活動の中で、3度のオリンピック（2004年アテネ・2008年北京・2021年東京）、6度の世界選手権（2006・2010・2012・2014・2016・2018年）をはじめ、数多くの国際大会に出場した。代表通算446試合出場は、ソフトボール界における国際試合最多出場記録となっている。
2008年に日本リーグ（現JDリーグ）の佐川急便に入団。初年度からレギュラーとして活躍し、2シーズン目の2009年には打率.429の成績を残してベストナイン賞（一塁手）を受賞した。日本リーグ時代にベストナインを4回、ホームラン王を1回獲得した。JDリーグ初年度となった2022年には、40歳にしてキャリアハイとなる打率.451を記録し、初の首位打者となった。同年10月14日の日本精工ブレイブベアリーズ戦では山田玲菜から2本塁打を放ち、リーグ通算52本塁打となり、山田恵里の51本を抜いて歴代1位となった。
オーストラリア選手権（ギリーズシールド）にはNSW代表（NSW Firestars）のメンバーとして参加しており、優勝10回に加え、4度のMVP受賞をはじめとする12の個人タイトルを獲得している。

## 選手としての特徴
ソフトボール史上最強打者の1人として世界中から認知されている。
手首を返さない独特の打撃フォームを採用しており、この打法を取り入れることで腕の筋肉を最大限に使って打つことができると解説している。2023年4月に野球YouTubeチャンネル『トクサンTV』がSGホールディングスギャラクシースターズを訪問した際には、スイングを途中で止めるような独特のフォームからホームラン性の当たりを連発した。

## 人物・エピソード
オーストラリア先住民の出身で、先住民コミュニティに対する支援活動や競技普及にも取り組んでいる。
カイア・パーナビーとはオーストラリア代表やSGホールディングスギャラクシースターズなどで10年以上にわたり共にプレーしている。
初めてオーストラリア代表に選ばれた時にもらった背番号が「16」。ローリングスの用具を愛用している。
オーストラリアソフトボール界のレジェンドで、オーストラリア代表での国際大会（446試合）や、国内のオーストラリア選手権（ギリーズシールド）における最多試合出場記録を保持している。
来日を決めた理由について、既に日本リーグでプレーしていたオーストラリア人選手からソフトボール環境とレベルが世界トップであると聞かされており、ハイレベルなソフトボールを学びたかったためと語っている。

## 詳細情報

### 日本リーグ個人表彰
- 2009年 - ベストナイン賞（一塁手）
- 2012年 - ベストナイン賞（三塁手）
- 2014年 - 本塁打王（9本）
- 2016年 - ベストナイン賞（一塁手）
- 2018年 - ベストナイン賞（一塁手）

### JDリーグ個人表彰
- 2022年 - [西]首位打者賞（.451）、[西]ベストナイン（一塁手）
- 2024年 - JDリーグ特別表彰[注 7]（リーグ通算300安打）

### 背番号
- 16（2008 - ）

### オーストラリア選手権個人表彰
- MVP：4回（2008・2010・2011・2014年）
- Best Batter：7回（2006・2010・2011・2014・2015・2017・2019年）
- Player of the Grand Final：1回（2014年）